# Et si on vivait tous ensemble ?
Pour plus de détails, voir Fiche technique et Distribution.
Et si on vivait tous ensemble ? est un film français réalisé par Stéphane Robelin, sorti en 2011.

## Synopsis
Annie, Jean, Claude, Albert et Jeanne sont liés par une solide amitié depuis plus de quarante ans. Alors quand la mémoire flanche, quand le cœur s'emballe et que le spectre de la maison de retraite pointe son nez, ils se rebellent et décident de vivre tous ensemble. Le projet paraît fou mais, même si la promiscuité dérange et réveille de vieux souvenirs, une formidable aventure commence : celle de la communauté à 75 ans.

## Fiche technique
- Titre : Et si on vivait tous ensemble ?
- Réalisation : Stéphane Robelin
- Scénario : Stéphane Robelin
- Musique : Jean-Philippe Verdin
- Supervision musicale : My Melody
- Son : Florent Blanchard
- Costumes : Jurgen Doering
- Décors : David Bersanetti
- Producteurs : Philippe Gompel, Christophe Bruncher, Peter Rommel, Ludovic Lang[1]
- Société de production : Les Films de la Butte, Rommel Film, Manny Films, Studio 37, Home Run Pictures, Canal+, Backup Media, The Match Factory, Pandora Filmproduktion et Frenetic Films
- Sociétés de distribution : Studio 37, BAC Films
- Pays d'origine :  France et  Allemagne
- Budget : 3,73 millions d'euros[2]
- Durée : 96 minutes
- Dates de sortie : 
  -  Suisse : 13 août 2011 (festival international du film de Locarno)
  -  France : 18 janvier 2012

## Distribution
- Guy Bedos : Jean
- Géraldine Chaplin : Annie, la femme de Jean
- Jane Fonda : Jeanne
- Pierre Richard : Albert, le mari de Jeanne
- Claude Rich : Claude, le photographe
- Daniel Brühl : Dirk, l'étudiant ethnologue allemand
- Bernard Malaka : Bernard, le fils de Claude
- Shemss Audat : Soraya, la remplaçante de Dirk
- Camino Texeira : Maria, la prostituée
- Gwendoline Hamon : Sabine, la fille d'Albert
- Philippe Chaine : le pompier Bouyer
- Gustave Kervern : le vendeur des pompes funèbres
- Gaëlle Billaut-Danno : l'employée de la maison de retraite
- Caroline Clerc : la pensionnaire
- Stéphanie Pasterkamp : la serveuse du bar

## Box-office
| Pays ou région | Box-office      | Date d'arrêt du box-office | Nombre de semaines |
| -------------- | --------------- | -------------------------- | ------------------ |
| France         | 519 504 entrées | 15 mai 2012                | 17                 |
| États-Unis     | 43 180 $        | 19 mai 2013                | 22                 |
| Mondial        | 8 835 903 $     |                            |                    |